# Julian Hanses
Julian Hanses, född 31 augusti 1997 i Hilden, är en tysk racerförare.

## Karriär
Hanses började sin motorsportkarriär inom karting 2010, där han var aktiv fram till 2015. Hans viktigaste prestationer under denna period är en andraplats i X30 Junior-klassen i ADAC Kart Masters 2011, en andraplats i samma mästerskap i X30 Senior-klassen 2012, två raka tredjeplatser i ADAC Kart Bundesendlauf 2012 och 2013 och titeln i X30 Senior-klassen i ADAC Kart Masters 2014. Under sin sista säsong i karts slutade han nionde i X30 Shifter-klassen i IAME International Final.
2016 bytte Hanses till formelracing och startade sin säsong i Nya Zeelands Toyota Racing Series. En av få förare utan erfarenhet av formelbil, slutade 19:a i mästerskapet som den sista föraren att tävla i alla lopp. Han fick 226 poäng, med två tolfte platser på Teretonga Park och Manfeild Autocourse som de bästa resultaten. Han gjorde sedan sin Formel 4-debut i ADAC Formel 4 Mästerskap, där han tävlade för Team Timo Scheider. Han hade en svår debutsäsong, där han slutade utan poäng och med två tolfteplatser på Circuit Park Zandvoort som bästa resultat på 35:e plats i tabellen.
2017 förblev Hanses aktiv i ADAC Formel 4, men bytte till det US Racing-teamet. Hans resultat förbättrades under sin andra säsong i klassen och gjorde vanliga poäng under det första halvåret. I det tredje loppet på Nürburgring tog han sin första pallplats och i det följande loppet på Sachsenring vann han sitt första lopp i klassen. Med 82 poäng slutade han på elfte plats i tabellen.
2018 kommer Hanses att göra sin Formel 3-debut i Formel 3-EM för ma-con-teamet, som kommer att tävla i klassen för första gången sedan 2013.